# Pseudoparrellidae
Pseudoparrellidae es una familia de foraminíferos bentónicos de la superfamilia Discorbinelloidea, del suborden Rotaliina y del orden Rotaliida. Su rango cronoestratigráfico abarca desde el Oligoceno hasta la Actualidad.

## Clasificación
Pseudoparrellidae incluye a las siguientes subfamilias y géneros:
- Subfamilia Pseudoparrellinae
  - Alabaminoides
  - Alexanderina
  - Ambitropus
  - Eilohedra
  - Epistominella
  - Megastomella †
  - Pseudoparrella
- Subfamilia Concavellinae
  - Concavella †
- Subfamilia Stetsoniinae
  - Stetsonia

Otros géneros de Pseudoparrellidae no asignados a ninguna subfamilia son:
- Facetocochlea
- Poroepistominella
- Prionotolegna

Otros géneros considerados en Pseudoparrellidae son:
- Peschongia de la subfamilia Pseudoparrellinae, aceptado como Pseudoparella
- Pulvinulinella de la subfamilia Pseudoparrellinae, aceptado como Pseudoparella